# Ptychoderidae
Famille
Les Ptychoderidae sont une famille de vers entéropneustes.

## Liste des genres
Selon World Register of Marine Species (22 janvier 2024) :
- Balanoglossus Delle Chiaje, 1829
- Glossobalanus Spengel, 1901
- Ptychodera Eschscholtz, 1825

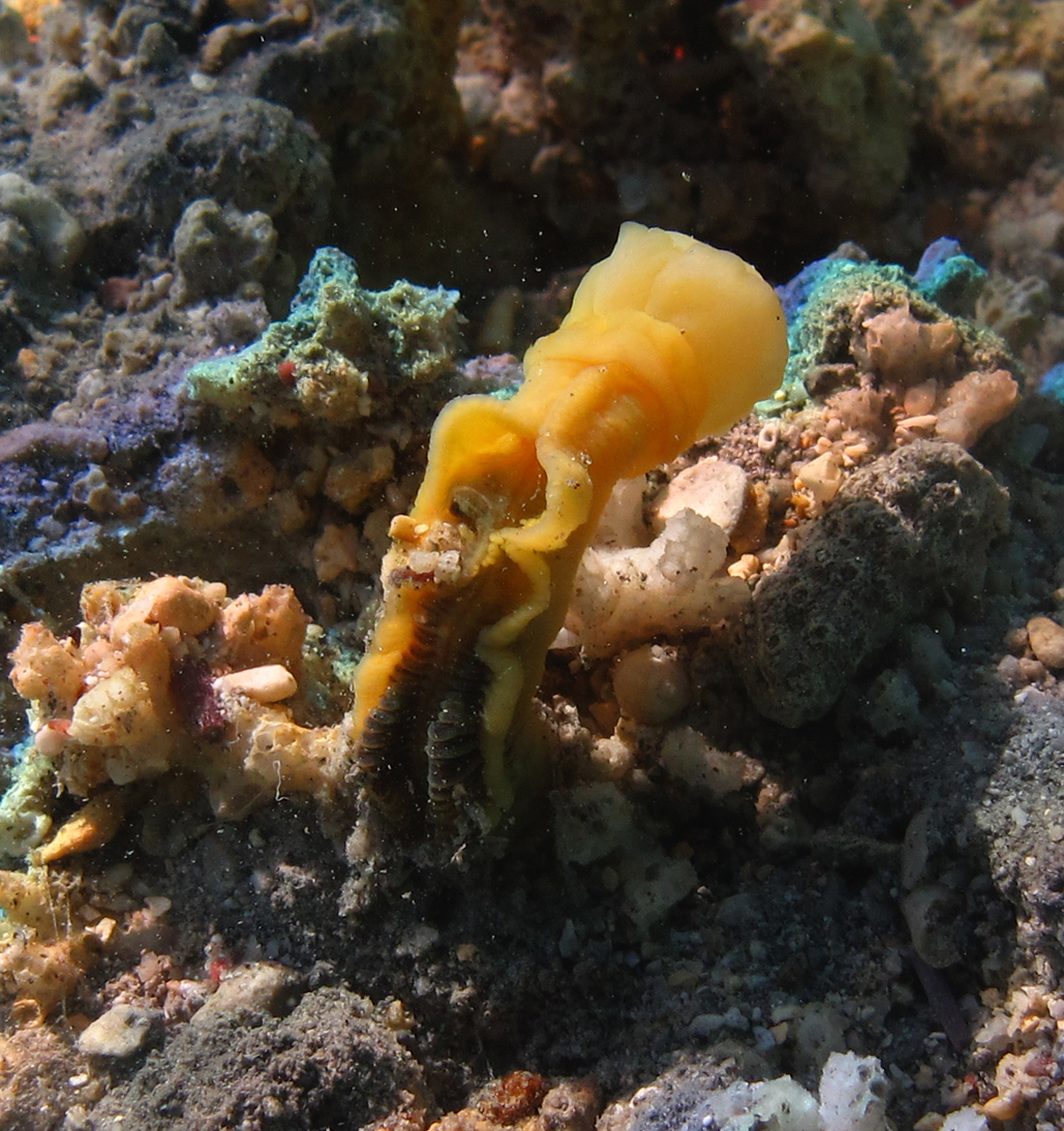
Balanoglossus sp.
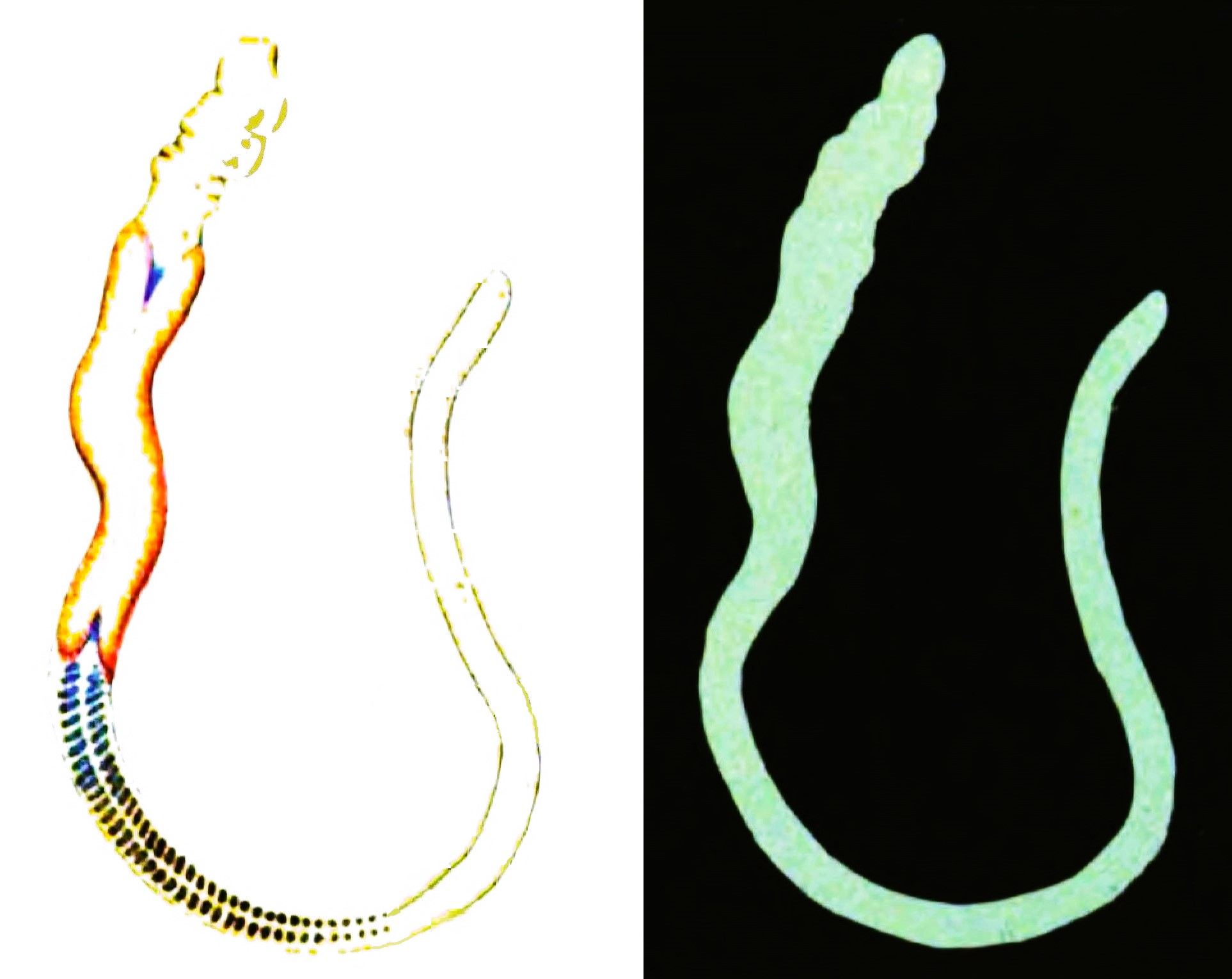
Glossobalanus minutus
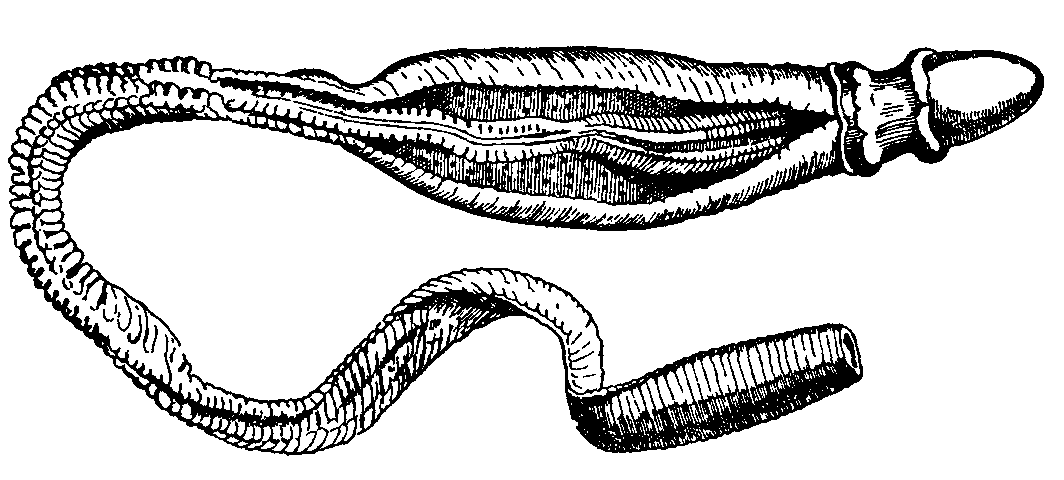
Ptychodera flava

## Systématique
Le nom valide complet (avec auteur) de ce taxon est Ptychoderidae Spengel (d), 1893.

## Publication originale
- (de) Spengel, J.W. (1893). « Die Enteropneusten des Golfes von Neapel », Fauna und Flora des Golfes von Neapel und der angrenzenden Meeres-Abschnitte. Herausgegeben von der Zoologischen Station zu Neapel, Berlin, p. 756 (lire en ligne).